# プリキュア映画主題歌コレクション2
『プリキュア映画主題歌コレクション2』（プリキュアえいがしゅだいかコレクションツー）は、『プリキュアシリーズ』の映画主題歌集。2015年3月11日にマーベラスから発売された。

## 概要
2011年に発売された『プリキュア映画主題歌コレクション』に続く、映画主題歌・挿入歌・イメージソングを収録した2枚組ベスト盤。今回は2011年春公開の『映画 プリキュアオールスターズDX3 未来にとどけ! 世界をつなぐ☆虹色の花』から2014年春公開の『映画 プリキュアオールスターズNewStage3 永遠のともだち』までの劇場用映画7作品とイベント上映用3D映画『プリキュアオールスターズDX 3Dシアター』で使われた楽曲を収録している。
初回限定封入特典：ジャケットサイズステッカー

## 収録内容

### Disc1
1. キラキラkawaii!プリキュア大集合♪〜いのちの花〜
作詞：青木久美子、作曲：小杉保夫、編曲：大石憲一郎、歌：工藤真由、コーラス：五條真由美、うちやえゆか
『映画 プリキュアオールスターズDX3 未来にとどけ! 世界をつなぐ☆虹色の花』オープニングテーマ
2. ありがとうがいっぱい
作詞：青木久美子、作曲：小杉保夫、編曲：塩崎容正、歌：キュア・レインボーズ（五條真由美・うちやえゆか・工藤真由・宮本佳那子・茂家瑞季・林桃子・池田彩） with プリキュアオールスターズ21（プリキュア声優21人）
『映画 プリキュアオールスターズDX3 未来にとどけ! 世界をつなぐ☆虹色の花』エンディングテーマ
3. ラ♪ラ♪ラ♪スイートプリキュア♪〜∞UNLIMITED∞ ver.〜
作詞：六ツ見純代、作曲：marhy、編曲：久保田光太郎、歌：工藤真由
『映画 スイートプリキュア♪ とりもどせ! 心がつなぐ奇跡のメロディ♪』オープニングテーマ
4. 心の歌
作詞・歌：Remi、作曲・編曲：高梨康治
『映画 スイートプリキュア♪ とりもどせ! 心がつなぐ奇跡のメロディ♪』挿入歌
5. ♯キボウレインボウ♯
作詞：六ツ見純代、作曲：山崎燿、編曲：Mine Chang、歌：池田彩
『映画 スイートプリキュア♪ とりもどせ! 心がつなぐ奇跡のメロディ♪』エンディングテーマ
6. プリキュア〜永遠のともだち〜
作詞：六ツ見純代、作曲・編曲：高梨康治、歌：工藤真由
『映画 プリキュアオールスターズNewStage みらいのともだち』オープニングテーマ
7. トモダチ
作詞：六ツ見純代、作曲・編曲：高梨康治、歌：池田彩
『映画 プリキュアオールスターズNewStage みらいのともだち』イメージソング
8. イェイ!イェイ!イェイ!
作詞：実ノ里、作曲：高取ヒデアキ、編曲：斎藤悠弥、歌：吉田仁美
『映画 プリキュアオールスターズNewStage みらいのともだち』エンディングテーマ
9. Let's go! スマイルプリキュア!
作詞：六ツ見純代、作曲：高取ヒデアキ、編曲：籠島裕昌、歌：池田彩
『映画 スマイルプリキュア! 絵本の中はみんなチグハグ!』オープニングテーマ
10. きみという未来
作詞：六ツ見純代、作曲・編曲：高梨康治、歌：Remi
『映画 スマイルプリキュア! 絵本の中はみんなチグハグ!』映画テーマソング・挿入歌
11. 満開＊スマイル!
作詞：六ツ見純代、作曲：高取ヒデアキ、編曲：籠島裕昌、歌：吉田仁美
『映画 スマイルプリキュア! 絵本の中はみんなチグハグ!』エンディングテーマ

### Disc2
1. プリキュア〜永遠のともだち〜(2013Version)
作詞：六ツ見純代、作曲・編曲：高梨康治、歌：工藤真由&黒沢ともよ&吉田仁美
『映画 プリキュアオールスターズNewStage2 こころのともだち』オープニングテーマ
2. みんなともだち
作詞：六ツ見純代、作曲・編曲：藤澤健至、歌：黒沢ともよ&吉田仁美
『映画 プリキュアオールスターズNewStage2 こころのともだち』テーマソング
3. この空の向こう
作詞：利根川貴之、作曲：Dr.Usui、編曲：Dr.Usui・利根川貴之、歌：吉田仁美
『映画 プリキュアオールスターズNewStage2 こころのともだち』エンディングテーマ
4. Happy Go Lucky! ドキドキ!プリキュア
作詞：藤林聖子、作曲：清岡千穂、編曲：池田大介、歌：黒沢ともよ
『映画 ドキドキ!プリキュア マナ結婚!!?未来につなぐ希望のドレス』オープニングテーマ
5. たからもの
作詞：六ツ見純代、作曲・編曲：高木洋、歌：相田マナ（生天目仁美）・菱川六花（寿美菜子）・四葉ありす（渕上舞）
『映画 ドキドキ!プリキュア マナ結婚!!?未来につなぐ希望のドレス』映画テーマソング・挿入歌
6. ラブリンク
作詞：利根川貴之、作曲：Dr.Usui、編曲：Dr.Usui&Wicky.Recording、歌：吉田仁美
『映画 ドキドキ!プリキュア マナ結婚!!?未来につなぐ希望のドレス』エンディングテーマ
7. プリキュア〜永遠のともだち〜(2014Version)
作詞：六ツ見純代、作曲・編曲：高梨康治、歌：工藤真由・キュアハート（生天目仁美）・キュアラブリー（中島愛）
『映画 プリキュアオールスターズNewStage3 永遠のともだち』オープニングテーマ
8. プリキュア・メモリ(NewStage3 Version)
作詞：只野菜摘、作曲：小杉保夫、編曲：Dr.Usui、歌：キュアブラック（本名陽子）・キュアブルーム（樹元オリエ）・キュアドリーム（三瓶由布子）・キュアピーチ（沖佳苗）・キュアブロッサム（水樹奈々）・キュアメロディ（小清水亜美）・キュアハッピー（福圓美里）、キュアハート（生天目仁美）、キュアラブリー（中島愛）
『映画 プリキュアオールスターズNewStage3 永遠のともだち』エンディングテーマ
9. Come on!プリキュアオールスターズ
作詞：只野菜摘、作曲・編曲：大石憲一郎、歌：工藤真由&池田彩
『プリキュアオールスターズDX 3Dシアター』主題歌